# Pyramid Creek Falls Park
Pyramid Creek Falls Park är en park i Kanada.   Den ligger i provinsen British Columbia, i den centrala delen av landet, 3 200 km väster om huvudstaden Ottawa. Pyramid Creek Falls Park ligger 945 meter över havet.
Terrängen runt Pyramid Creek Falls Park är huvudsakligen bergig. Pyramid Creek Falls Park ligger nere i en dal som går i nord-sydlig riktning. Trakten runt Pyramid Creek Falls Park är nära nog obefolkad, med mindre än två invånare per kvadratkilometer..
I omgivningarna runt Pyramid Creek Falls Park växer i huvudsak barrskog.